# Camp Crique Anguille
Le camp Crique Anguille, plus communément appelé bagne des Annamites (car les prisonniers étaient principalement originaires d’Indochine), est un ancien bagne français situé sur la commune de Montsinéry-Tonnegrande en Guyane. Des bénévoles de l'association Chantiers histoire et architecture médiévales participent à la restauration du bagne entre 2014 et 2015.

## Historique
Créé en avril 1931 en même temps que le camp La Forestière et le Camp Saut Tigre, ce camp ne dépend pas de l’administration pénitentiaire, mais directement du gouverneur de la Guyane.
Originellement, le camp comprenait sept bâtiments en bois, la maison du chef de camp, des cachots et un réfectoire, tous construits par les premiers bagnards.
Le but de ce camp (comme des deux autres créés en même temps) était, outre le fait d'écarter environ 500 opposants indochinois à la colonisation française à la suite du soulèvement de Yen-Bay, de développer la région de l’Inini, alors entièrement recouverte de forêts. Des pistes sont tracées et une voie ferrée Decauville construite.
À partir de 1939, les détenus sont progressivement libérés à la fin de leur peine. Lors du déclenchement de la guerre en 1940, les tirailleurs sénégalais qui officiaient comme gardiens furent remplacés par des militaires guyanais.
Le camp est définitivement fermé en 1945. Les Indochinois qui y sont encore sont graciés et s’installent dans la ville de Cayenne et y fondent ce qui est encore aujourd’hui appelé le quartier chinois.

## Visite
Le site du Bagne des Annamites est un site protégé par le Conservatoire du littoral depuis 2012.
De nos jours, les restes du camp peuvent être visités. On y accède après 30 minutes de marche sur un sentier fait de caillebotis en pleine forêt. À la sortie de Montsinéry-Tonnegrande, le bagne se trouve sur la route de Tonnégrande après la crique coco.
Depuis 2013, le sentier est réhabilité, dégagé et praticable jusqu'à la rivière Tonnégrande, par des travaux réalisés en collaboration avec les Chantiers histoire et architecture médiévales et le lycée professionnel de Matiti, le tout sous les directives du Conservatoire du Littoral et de la commune de Montsinnery-Tonnégrande. Certains vestiges ont été redécouverts, notamment la colline administrative, la continuité des rails ainsi que des wagons et les moteurs d'exploitations de l'époque.
Le camp central est inscrit au titre des Monuments historiques depuis le 25 mai 2023

## Galerie

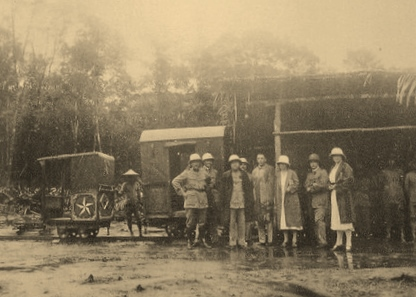
La voie ferrée vers 1936.
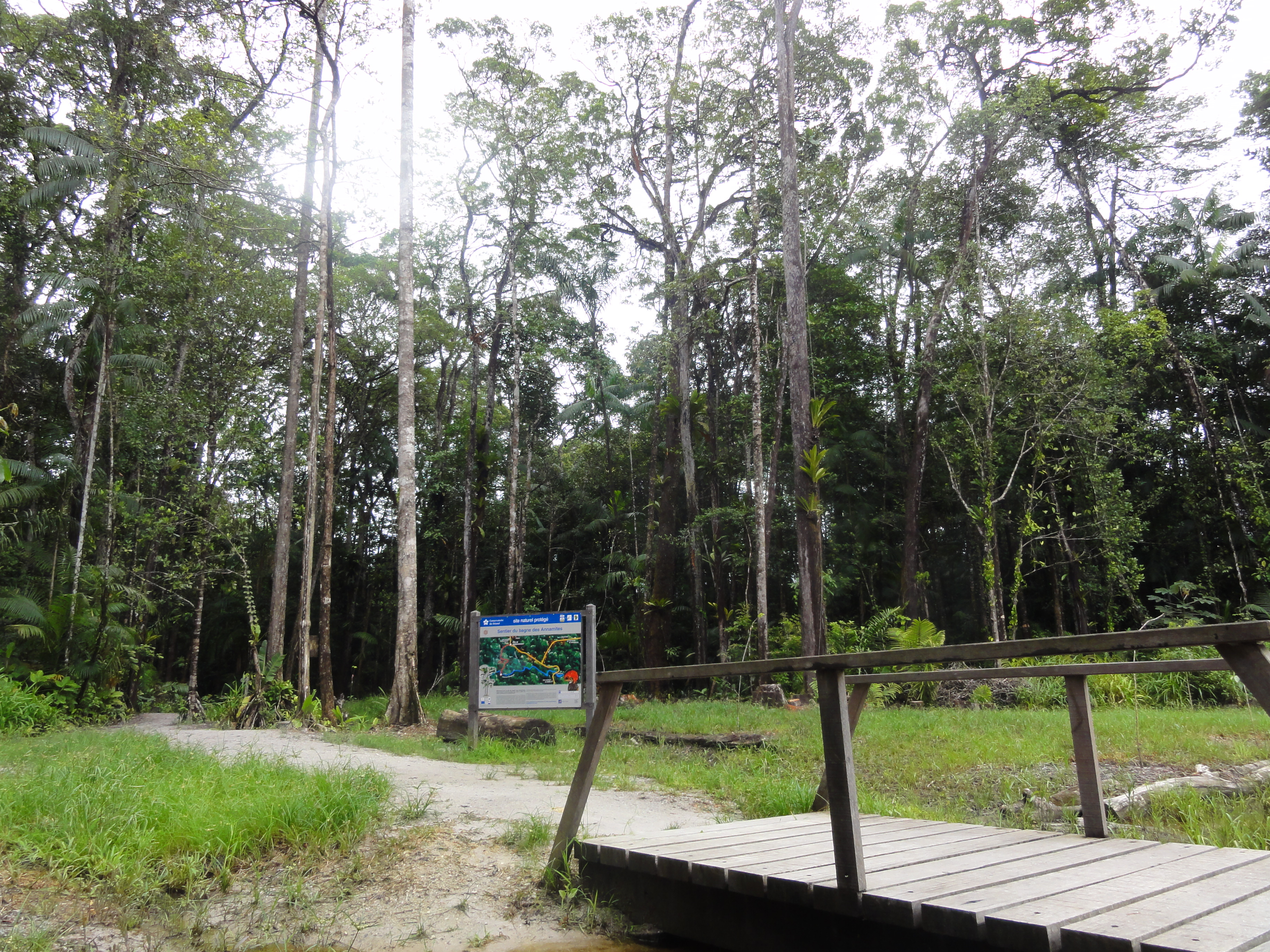
L'entrée du camp.
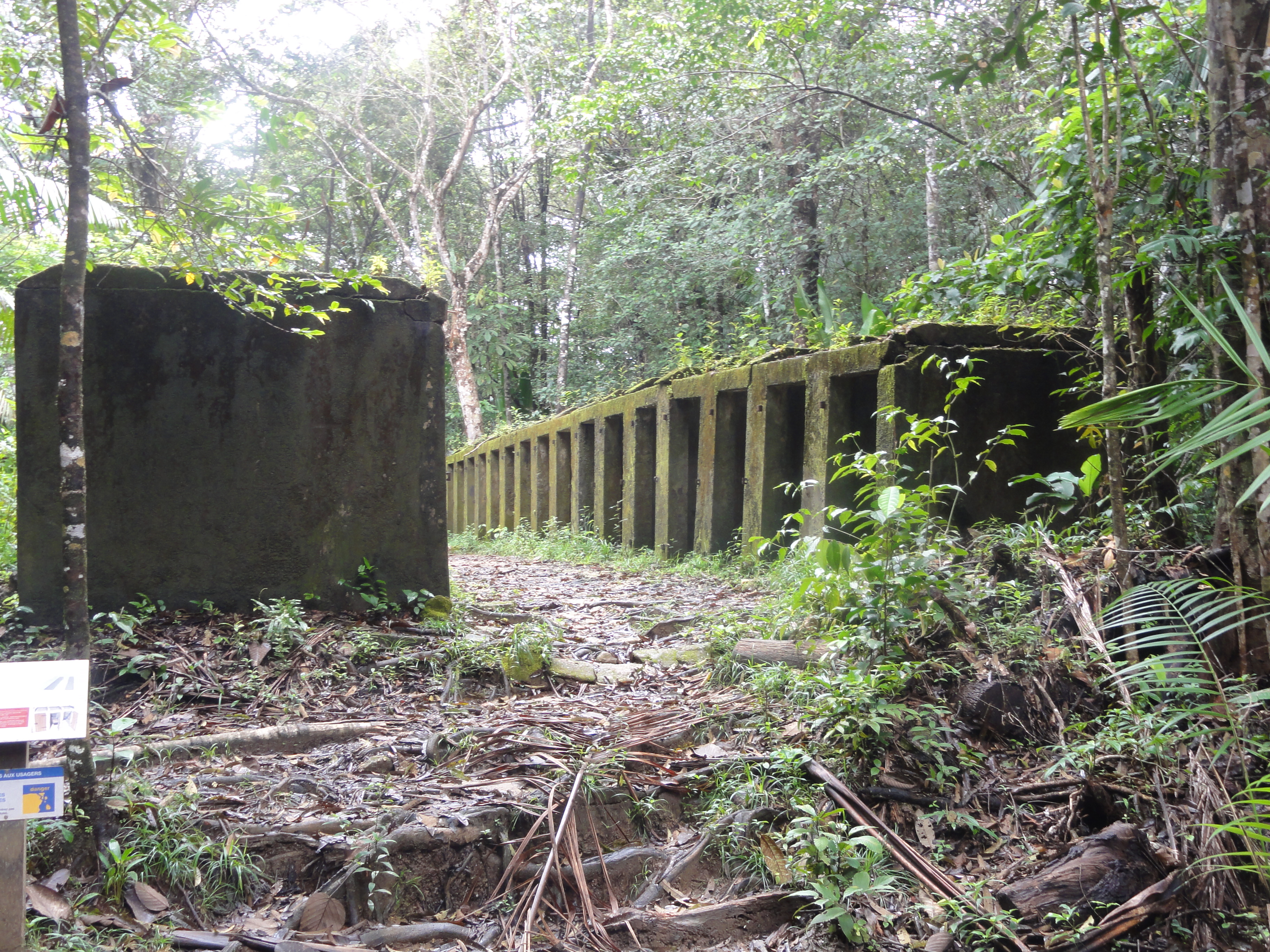
Vestiges des bâtiments.
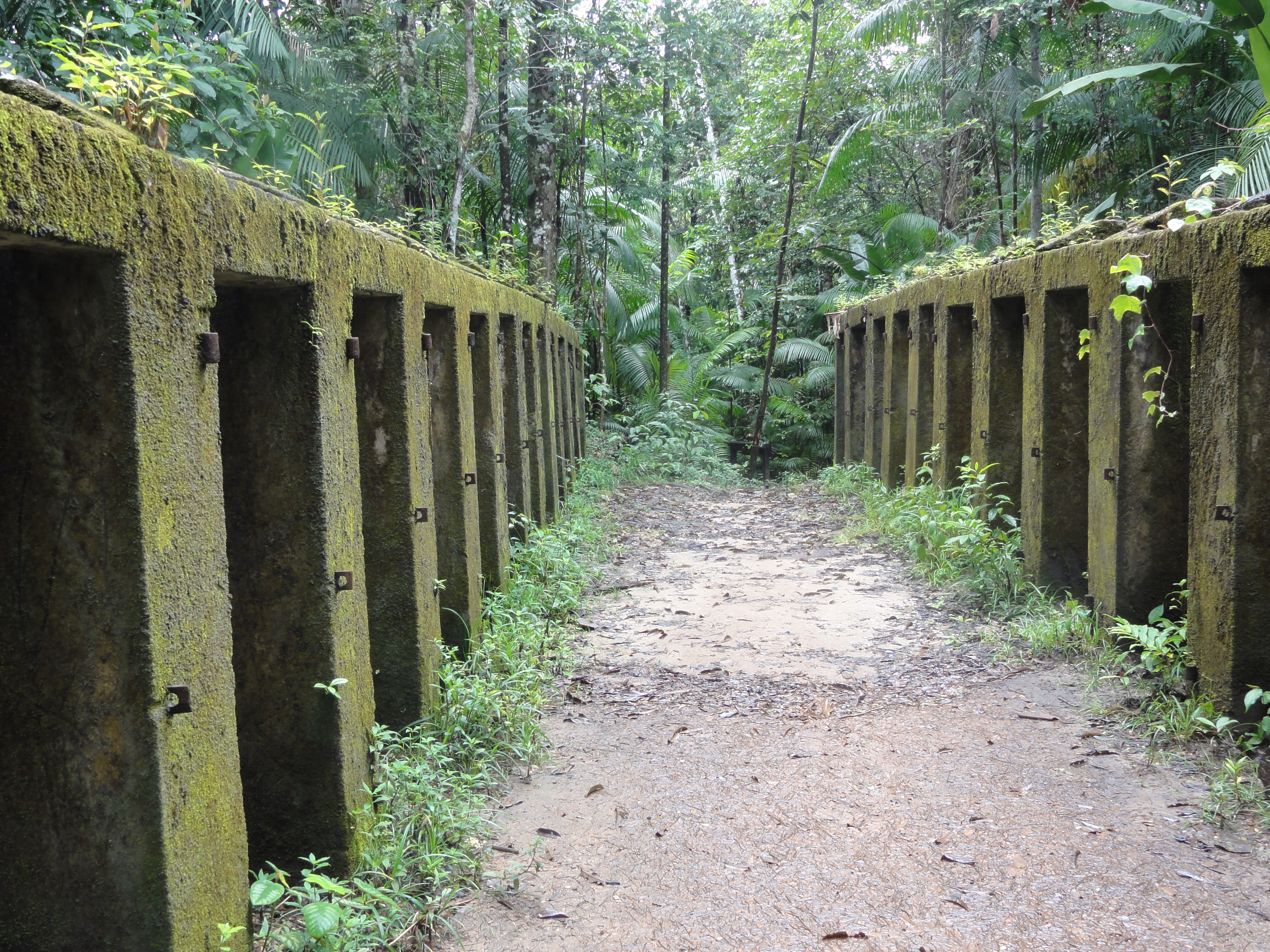
Allée entre les vestiges.